# میلیون‌ها گل سرخ
میلیون‌ها گل سرخ (به لتونیایی: Dāvāja Māriņa meitenei mūžiņu، ایزدبانو مارینیا به دختر جان داد) یک اثر موسیقایی مشهور لتونیایی است که ترانهٔ آن توسط لئونس بریدیس سروده و آهنگش نیز توسط رایمونس پائولس ساخته شده‌است.آهنگ میلیون میلیون گل رز از فرزانه نمونه ای از أن است 

## اجراها
یکی از مشهورترین اجراهای آن توسط آلا پوگاچوا خواننده روس با ترانه آندری وزنیشیانسکی در سال ۱۹۸۲ صورت گرفت. از جمله اجراکنندگان دیگر اثر می‌توان به کتری هلنا خواننده فنلاندی با ترجمهٔ لارس هولدن و آنی لوراک خواننده اوکراینی اشاره کرد.
1984: خواننده فنلاندی Vera Telenius (با اشعار فنلاندی Telenius به عنوان 'یک میلیون گل رز')
1984: خواننده فنلاندی کاتری هلنا (یک میلیون گل رز)
1984: خواننده فنلاندی پیرجو سوجانن (یک میلیون گل رز)
1984: خواننده مجارستانی Kata Csongrádi ('Millió rózsászál]
1985: دان‌بند سوئدی Vikingarna به عنوان ('Millioner Röda Rosor' با اشعار سوئدی توسط Jacob Dahlin روزنامه‌نگار سوئدی روسی زبان)
1987: خواننده ژاپنی توکیکو کاتو ('百天本のレラ'، 'Hyaku-man-bon no bara')
1987: Arja Saijonmaa خواننده فنلاندی/سوئدی (با اشعار سوئدی لارس هولدن به عنوان 'Miljoner rosor')[20]
1988: خواننده ژاپنی ساکی کوبوتا ('百天本本レラ'، 'Hyaku-man-bon no bara')
1988: گروه فنلاندی سانتا لوسیا (یک میلیون گل رز)
1991: کیم کوانگ سوک، خواننده گروه الکترونیک پوچونبو کره شمالی ('데소송이 장리') 
1997: خواننده کره جنوبی شیم سوبونگ ('데소송이 장리'، 'Baegmansong-i Jangmi') 
1997: سرگئی دیکی خواننده روسی، عضو گروه «لزوپووال» (میلیون آلیخ روز)
2000: خواننده استونیایی Üllar Jörberg ('هزار رز قرمز')
2001: لاریسا موندروس خواننده لتونی/آلمانی ('Dāvāja Māriņa mädtäi määtiņu')
2003: النا ارمانووا خواننده سوئدی (میلیون آلیخ روز)
2006: خواننده فنلاندی Eero Aven ('یک میلیون گل رز') 
2006: خواننده ویتنامی Gia Huy ('Triệu Đoá Hoa Hồng']
2006: گروه کاپلا لتونی Cosmos (میلیون آلیخ روز)
1387: فرزانه خواننده ایرانی (گل روز)
2009: خواننده لهستانی Magda Niewińska (Million Białych Róż)[35][36]
2011: خواننده کره جنوبی کیم جونگ هیون ('데이송이 장리')
2013: خواننده اوکراینی آنی لوراک (میلیون آلیخ روز)
2013: ارکستر فرانسوی Dominique Moisan (Million de Roses]
2014: خواننده ویتنامی Hong Nhung ('Triệu Đoá Hoa Hồng')]
2018: خواننده روسی اگور کرید (میلیون علیخ روز، با نمونه هایی از این آهنگ، متن آهنگ تغییر کرد انتظار کر)
2019: خواننده ژاپنی کیوشی هیکاوا ('百天本のレラ'، 'Hyaku-man-bon no bara') (هر دو اجرای تلویزیونی 2007 به عنوان پخش و 2019 سی دی Shin - Enka Meikyoku مجموعه 9: Daijôbu/Mogami no Sendô)
2019: استودیوی سینماژیک از اولان‌باتور، [42] مغولستان اجرای این آهنگ را به زبان مغولی ایجاد کرد و آن را در یوتیوب منتشر کرد. اشعار، بر اساس نسخه روسی، توسط Amgaa نوشته شده است، موسیقی توسط Otgoo میکس شده و توسط خواننده Boloroo اجرا شده است. 
2020: دو نفره فنلاندی Matti ja Teppo ('یک میلیون گل رز')
2020: گروه لتونیایی Melo-M feat. دینارا رودان ('Dāvāja Mariņa'). گروه گرجستانی Trio Mandili نیز این آهنگ را پوشش داد.
2021: مادلن ایشووا (Million Warde Smooqe) خواننده آشوری 